# 柴田勝治
柴田 勝治（しばた かつじ、1911年〈明治44年〉1月26日 - 1994年〈平成6年〉8月20日）は、日本の元アマチュアボクシング選手・指導者であり、教育者であった人物である。

## 経歴・人物
岩手県二戸郡鳥海村（現在の二戸郡一戸町月館）出身。幼年時代を故郷で過ごした後に旧制日本大学第二中学校へ進学。その後、日本大学高等師範部国語漢文科（現・日本大学文理学部）へ進学。大学時代にボクシング（拳闘）部へ入り、ライト級ボクサーとして活動。1931年（昭和6年）、日本大学2年次の時に日比谷公会堂にて明治大学の選手と公式試合を行った際に最終ラウンドに柴田と対戦相手が互いの強打でキャンパスに沈むダブルノックダウンを喫した。これがプロ・アマを通して日本ボクシング史上初となるダブルノックダウンの珍記録であるという。
1933年（昭和8年）に日大を卒業して満洲国へ渡り、関東軍特殊通信部が立ち上げた新京放送局（後の満洲電信電話新京中央放送局）に就職。
日本の第二次世界大戦敗北を受けて日本へ引き揚げ、母校日本大学に就職して事務部校友会職員となる。日本大学就職後に同大学ボクシング部の指導を始め、1952年のヘルシンキオリンピックでは日本代表監督として日大の教え子であった永田吉太郎（フライ級）と石丸利人（早稲田大学、フェザー級）の2人を引き連れて参加した。柴田はそのヘルシンキオリンピックでは永田と石丸がスタミナ切れで敗戦した戦いぶりを見て『体力が盛んで、スタミナがある選手でないと駄目なんだ』と痛感したことを語っている。
1956年のメルボルンオリンピックでは国際審判員として参加し、各試合の審判を担当した。
柴田はその後、指導の現場からフロント業務をメインとするようになり、日本大学での業務と並行して1950年代から日本アマチュアボクシング連盟の理事・理事長を務め、アマチュアボクシング界で重きを成すようになる。柴田は1964年東京オリンピックでは組織委員会にて服装小委員会委員として日本選手団公式ユニホームの選定に関わり、また大会期間中には選手団本部総務として事務を担った。
1967年に日本体育協会理事、1969年には日本オリンピック委員会（JOC）総務主事にそれぞれ就き、日本陸上競技連盟出身の青木半治委員長体制を支えた。
また1972年札幌冬季オリンピックでは、前年の1971年に全日本スキー連盟のオリンピック選手強化合宿費不正使用事件が発覚した影響を受けて、事態収拾の為に冬季競技団体関係者ではない柴田が日本選手団強化本部長に急遽就任し、同時に日本選手団団長となった。団長として柴田は選手やコーチたちの動揺を抑え、「札幌（オリンピック）で良い成績を挙げることが君らの責任の取り方だ」と激励して代表選手団を纏めることに腐心した。
自らの出身母体であるアマチュアボクシング界では、1979年から1994年まで第9代日本ボクシング連盟会長を務め、その間アジアボクシング連盟会長も務めた。また自身が監督として指導した日本大学ボクシング部では学生合宿所の看板を自ら筆を執って揮毫し、現在も合宿所に掲げられている。
また日本大学職員として校友会組織の強化に携わり、常任理事や副理事長を歴任した後、1981年（昭和56年）9月に日本大学理事長に就任し、1993年（平成5年）9月まで日本大学の管理運営に手腕を揮った。
また専門外であるバドミントンにも関わりを持ち、1974年に日本教職員バドミントン連盟会長に就任。1975年に日本バドミントン協会副会長にそれぞれ就任している。
1977年に田畑政治の後を受けて柴田は第11代日本オリンピック委員会（JOC）委員長に就任。柴田は委員長就任後に1980年モスクワオリンピックでの日本選手団の参加問題に直面する。日本国政府（大平正芳政権）の「アメリカ合衆国に倣って不参加せよ」という圧力と「オリンピックに出させてほしい」と熱望する候補選手との間で苦悩し、最終的にJOC総会での採決で29対13で不参加を決定したが、柴田はJOC総務主事を務めていた岡野俊一郎（後の第9代日本サッカー協会会長、国際オリンピック委員会委員）と共に総会での採決に参加せずに結果を見守っていたという。このモスクワ不参加問題の根底には『JOCが日本体育協会の傘下にあったため』であったことが指摘され、JOCの独立組織化に取り組むことになる。1989年8月に日本オリンピック委員会が文部大臣からの財団法人認可を受けた際、体調を崩して病床に臥せっていた柴田のもとへ岡野が法人認可を報告した時には、岡野が柴田の前で感涙に咽んだことを語っている。
柴田はまた日本オリンピック委員会委員長として1984年ロサンゼルスオリンピック、1988年ソウルオリンピックと二大会連続で日本代表選手団団長に就任し、それぞれ大会期間中の日本選手団最高責任者として采配を揮った。
1989年の財団法人日本オリンピック委員会発足と共に柴田は委員長を退き、財団法人としての初代会長に就任した堤義明（西武鉄道グループ総帥）に後事を託して自身は名誉会長に就任した。
1994年（平成6年）8月20日、肺気腫のために日本大学駿河台病院にて死去。83歳没。

## 受賞・栄典
- 藍綬褒章（1972年）[7]
- オリンピックオーダー銀章（1983年）[7]
- 岩手県一戸町名誉町民（1986年）[16]
- 勲二等旭日重光章（1993年）[7]